# Sévice physique
Pour un article plus général, voir Violence.
 Mise en garde médicale
Un sévice physique est toute action réalisant une blessure ou un traumatisme à une autre personne ou un animal, quand cela est immédiatement recherché par l'auteur du sévice dans une relation directe avec la victime et ses réactions à cette forme de violence. Quand elles sont réitérées, ces actions sont appelées maltraitance physique, et d'autres termes sont parfois utilisés : agression physique, violence physique ; les abus sexuels en faisant partie. Les sévices sont à l'origine d'effets négatifs, physiques et psychologiques, à court, moyen et long terme, chez les victimes. La violence physique est souvent prohibée et pénalisée par la loi.

## Maltraitance sur mineur
La violence physique s'entend à tout acte ou comportement non-accidentel causant une blessure, un traumatisme, ou d'autres souffrances ou lésions corporelles.

### Dans le cadre familial
Les sévices physiques contre les enfants sont souvent le résultat des châtiments corporels infligés par des parents tentant de discipliner leur enfant,.
De nombreux facteurs de risques sont liés à la violence physique à l'encontre des enfants. Les plus courants sont :
- la présence de stress dans l'environnement familial ;
- des perturbations dans le traitement de l'information des parents qui peuvent porter un parent à mal percevoir ou méconnaître le comportement de leur enfant ;
- un manque de connaissance ou de compréhension de ce qui peut être attendu des enfants en fonction de leur âge et de leur niveau de développement.

Les enfants ayant des antécédents d'abus physiques peuvent développer des symptômes de stress post-traumatique. Les enfants physiquement abusés ont des risques accrus de souffrir de certains problèmes psychologiques et sociaux durant leur vie adulte : problèmes interpersonnels impliquant la violence ; abus de substances ; dépression, détresse émotionnelle, et idées suicidaires,,.
La violence contre les enfants fait l'objet de tentatives de prévention et de prises en charge des familles. Les interventions fondées sur la thérapie cognitivo-comportementale (TCC), sur des rétroactions données à partir d'enregistrements vidéo des interactions parent-enfant, et la psychothérapie enfant-parent peuvent mener à des améliorations. Elles ciblent la colère, les croyances ou modèles mentaux inappropriés, propose réflexion, soutien, et développement de compétences parentales, travail sur les attentes parentales, et augmentation de l'empathie pour l'enfant,,. Le traitement peut inclure aussi la formation des parents à une meilleure compétence sociale et à la gestion de la vie quotidienne qui correspond à un effort pour diminuer le stress parental, qui est un facteur de risque connu.

## Violence contre les femmes
Dans tous les pays et toutes les cultures, les filles et les femmes sont en moyenne moins privilégiées que les garçons et les hommes. Elles font l'objet de sévices et violences plus souvent que les garçons ou les hommes.

## Maltraitances des adultes fragiles
Les sévices physiques contre les adultes sont divers dans leur gravité et dans leur contexte d'apparition. Parmi eux, les personnes fragiles et dépendantes sont particulièrement à risque de devenir victimes de sévices physiques, Les personnes âgées sont à risque de faire l'objet de négligence et sévices physiques (maltraitance des personnes âgées). En 2009, le ministère de la justice du Canada identifie six formes de violence commises à l'égard des aînés : la violence physique, la violence et l'exploitation sexuelle, la négligence, la maltraitance psychologique et émotionnelle, l'exploitation économique et financière, et le dénigrement sur le plan spirituel. En 2005, un projet national, A Way Forward, a été mis sur pieds pour tenter de comprendre ce problème et d'y trouver des solutions.
Les personnes handicapées sont également exposées aux sévices et à la violence. En France, un service d'aide et écoute téléphonique est spécialement mis à leur disposition.

## Maltraitance en milieu fermé
D'autres situations peuvent générer dépendance et expositions aux sévices physiques : des sévices physiques, sexuels et psychologiques sur des prisonniers sont rapportés partout dans le monde (maltraitance des prisonniers). Des sévices physiques sur des patients sont également rapportés, en particulier dans les unités psychiatriques où les patients restent pour de longs séjours. Le Comité européen pour la Prévention de la Torture, et des peines ou traitements inhumaines et dégradants (CPT), visite les lieux fermés, centres pénitentiaires et hôpitaux psychiatriques, pour tenter d'évaluer et prévenir le problème.